# Emonika
Emonika je načrtovani večnamenski kompleks v bližini načrtovanega Potniškega centra Ljubljana ob križiščih Dunajske z Vilharjevo oz. Masarykovo cesto. V okviru kompleksa se načrtuje gradnjo trgovskega centra, dveh hotelov, poslovno stolpnico ter več objektov za poslovno in stanovanjsko rabo.

## Zgodovina
Prvotno je projekt Emonike obsegal enotno ureditev celotnega območja Potniškega centra Ljubljana. Projekt javno-zasebnega partnerstva med Slovenskimi železnicami in kanadsko-madžarskim razvojnim investitorjem Trigranit Development Corporation naj bi po prvotnih načrtih bil končan do leta 2008.
Zaradi gospodarske krize je investitor spremenil načrt ter zmanjšal površino trgovsko-zabaviščnega središča in aprila 2010 zatrdil, da bo odprtje objekta sledilo novembra 2012. 
Po več uskladitvah arhitekturne zasnove s prostorskimi akti, infrastrukturnimi in spomeniškovarstvenimi pogoji ter pričakovanji strokovne javnosti, je bila v letu 2012 potrjena urbanistična, arhitekturna in prometna rešitev območja Emonike.
Zasebni investitor je leta 2013 predlagal nadaljnje spremembe, ki so bile deloma upoštevane, leta 2014 pa je na arbitražno sodišče na Dunaju vložil zahtevo za razdrtje javno-zasebnega partnerstva, ki je bila zavrnjena.
V začetku februarja 2017 projekt prevzel nov investitor, romunski sklad Prime Kapital, in napovedal začetek gradnje leta 2018.
Leta 2018 se je ločil zasebni in javni del projekta. Konec leta 2020 je tedanji minister za infrastrukturo napovedal, da se bo gradnja Potniškega centra Ljubljana predvidoma začela v začetku leta 2022.  Novo avtobusno in železniško postajo bo gradila država v partnerstvu s Slovenskimi železnicami in Mestno občino Ljubljana; projektno podjetje Mendota Invest v lasti skupine OTP pa je prevzelo komercialni del, ki je ostal znan pod imenom Emonika. Marca 2024 je projekt Emonike dobil pravnomočno gradbeno dovoljenje. Ocenjena vrednost te investicije je okrog 350 milijonov evrov, kompleks pa naj bi bil zgrajen do konca leta 2026.